# سيرج بيرنير
سيرج بيرنير هو لاعب هوكي جليد كندي، ولد في 29 أبريل 1947 في بادوي في كندا.

## وصلات خارجية
- سيرج بيرنير على موقع دوري الهوكي الوطني (الإنجليزية)
- سيرج بيرنير على موقع قاعة مشاهير الهوكي (لاعب أن.إتش.أل) (الإنجليزية)
- سيرج بيرنير على موقع EliteProspects.com (الإنجليزية)
- سيرج بيرنير على موقع HockeyDB.com (الإنجليزية)
- سيرج بيرنير على موقع Hockey-Reference.com (الإنجليزية)